# Indiana Jones and the Great Circle
Indiana Jones and the Great Circle (укр. Індіана Джонс та Велике коло) — відеогра у жанрі пригодницького бойовика, розроблена компанією MachineGames та видана Bethesda Softworks у 2024 році. Гра заснована на франшизі про Індіану Джонса й містить оригінальну історію, що ґрунтується на серії фільмів. Події розгортаються у проміжку між фільмами Індіана Джонс: У пошуках втраченого ковчега та Індіана Джонс і останній хрестовий похід, за сюжетом археолог Індіана Джонс у 1937 році намагається перешкодити різним групам, які прагнуть заволодіти силою, пов'язаною з Великим колом — сукупністю таємничих об'єктів по всьому світу, які утворюють ідеальне коло, якщо їх з'єднати разом на мапі. Гра охоплює низку реальних місць, таких як Перу, Коннектикут, Ватикан, Таїланд, Єгипет, Шанхай, Тибет та Ірак.
У The Great Circle гра переважно відбувається від першої особи, а третя особа використовується для окремих контекстуальних елементів, як-от взаємодія з навколишнім середовищем. Гравці керують Індіаною, долаючи комбінацію лінійних, чутливих до сюжету ділянок і ширших, відкритих для дослідження місцевостей. У бій можна вступати безпосередньо або повністю уникати його за допомогою механіки скрадання, а характерний батіг персонажа можна використовувати як зброю або як засіб для подолання перешкод і розв'язання різноманітних головоломок задля відкриття альтернативних шляхів і пошуку прихованих знахідок.
Bethesda й MachineGames оголосили про розробку гри в січні 2021 року у співпраці з Lucasfilm Games. Режисером гри став Джерк Густафссон, композитор Ґорді Гааб написав оригінальні композиції та інтерпретації класичних мотивів Джона Вільямса з фільмів. Тодд Говард з Bethesda Game Studios є автором сценарію гри та виконавчим продюсером. Трой Бейкер озвучив та займався захопленням руху головного героя, чия зовнішність заснована на Гаррісоні Форді, який грає його у фільмах. Алессандра Мастронарді й Тоні Тодд виконують ролі другого плану.
Вихід Indiana Jones and the Great Circle заплановано на 9 грудня 2024 року для Windows та Xbox Series X/S. Версія для PlayStation 5 вийде на початку 2025 року. Гра отримала загалом позитивні відгуки від критиків.

## Ігролад
Indiana Jones and the Great Circle є пригодницькою грою, яка також поєднує в собі ігрові стилі інших жанрів. У ролі археолога Індіани Джонса гравець може обрати тактику скрадання або ж вступити у пряму сутичку з ворогами. Гра також складається з різноманітних головоломок, чимало з яких є необов'язковими. Батіг Джонса можна використовувати як для бою, так і для проходження певних ділянок. Гра відбувається від першої особи, але перемикається на вигляд від третьої для певних ігрових дій та сцен, наприклад, коли Джонс використовує батіг, щоб перестрибувати через прірви або підніматися по трубах і стінах.

## Сюжет
Indiana Jones and the Great Circle пропонує оригінальну історію, яка черпає натхнення з кіносерії. Події гри розгортаються в 1937 році, між подіями першого фільму Індіана Джонс: У пошуках втраченого ковчега (1936 рік) і третього фільму Індіана Джонс і останній хрестовий похід (1938 рік). Як і в цих фільмах, дії гри розвиваються до Другої світової війни, а країни Осі (нацистська Німеччина, фашистська Італія та Японська імперія) знову виступають у ролі антагоністів. Джонс (озвучений Троєм Бейкером) також зіткнеться з чорносорочечниками, членами Національної фашистської партії Італії.
Гра починається після того, як Джонс залишає свою наречену Меріон Ревенвуд. Після крадіжки артефакту з коледжу Маршалла імпозантним чоловіком на ім'я Локус (Тоні Тодд), Джонс вирушає до Ватикану, щоб розслідувати цю справу. Він виявляє, що об'єкти духовного значення зводилися протягом усієї історії, усвідомлюючи, що їхнє розташування утворює ідеально вирівняне коло по всій земній кулі. Окрім Ватикану, серед цих місць — Перу, Коннектикут, храми Сукхотхая в Таїланді, єгипетські піраміди, Шанхай у Китаї, засніжені Гімалаї та Зикурат в Урі, що в Іраку. Під час своєї подорожі він об'єднується з Джиною Ломбарді (Алессандра Мастронарді), репортеркою, що проводить розслідування та цікавиться цією справою. Вони виступають проти Еммеріха Фосса (Маріос Ґавріліс), який використовує психологічні маніпуляції проти своїх ворогів.

## Розроблення
12 січня 2021 року Lucasfilm Games та Bethesda Softworks оголосили про плани випустити відеогру за мотивами франшизи про Індіану Джонса. Її розробкою зайнялася MachineGames, а виконавчим продюсером від Bethesda став Тодд Говард. Обидві компанії належать ZeniMax Media. Говард вважав MachineGames ідеальною компанією для розробки проєкту через її роботу над серією Wolfenstein, яка полягає у боротьбі з нацистами, як і франшиза про Індіану Джонса. Говард створив історію гри. Як виконавчий продюсер, він час від часу перевіряв прогрес по грі, але не брав безпосередньої участі в її розробленні.
Говард, фанат Індіани Джонса, вже пропонував таку гру Джорджу Лукасу близько 2009 року, але тоді проєкт не зрушився з місця, частково через те, що Bethesda не мала ресурсів для його розробки. Крім того, видавцем гри хотіла стати Lucasfilm, на роль якої претендувала Bethesda, тож обидві сторони не змогли дійти згоди.
Анонс гри у 2021 році був супроводжений тизерним трейлером, який містив різноманітні великодки та натяки на сетинґ гри. Станом на середину 2021 року гра перебувала на дуже ранній стадії розроблення. Вона розроблялася з використанням ігрового рушія Motor (на базі id Tech). Режисером гри став Джерк Густафссон. Єнс Андерссон приєднався до проєкту як директор з дизайну наприкінці 2022 року, після того, як раніше був найнятий на ту саму посаду для запланованої гри 2009 року. Андерссон також працював провідним дизайнером над The Chronicles of Riddick: Escape from Butcher Bay (2004) та The Darkness (2007).
Назву, деталі сюжету та перші кадри гри було оприлюднено 18 січня 2024 року під час відеопрезентації Xbox Developer_Direct, організованої Microsoft Gaming. Також було оголошено про те, що гра буде від першої особи, що викликало неоднозначну реакцію. Для MachineGames Indiana Jones and the Great Circle є продовженням традиції розроблення ігор з перспективою від першої особи, що відрізняє її від подібних пригодницьких ігор від третьої особи, таких як Tomb Raider та Uncharted, які значною мірою були натхненні Індіаною Джонсом. Точка зору від першої особи також була обрана для повного занурення гравця в роль Індіани Джонса.

## Випуск
Випуск Indiana Jones and the Great Circle заплановано на 9 грудня 2024 року для Windows та Xbox Series X/S як тимчасовий консольний ексклюзив. Версія для PlayStation 5 вийде навесні 2025 року. Гра буде доступна з моменту випуску в Xbox Game Pass Ultimate та PC Game Pass, а згодом буде додана до Standard рівня для консолі. Набір косметики, натхненний фільмом Індіана Джонс і останній хрестовий похід (1989), буде доступний як бонус за попереднє замовлення або за попереднє завантаження гри в Xbox Game Pass Ultimate або PC Game Pass. Окрім стандартного видання, також будуть розповсюджуватися Premium Edition та Collector's Edition. Обидва видання надають 3-денний період раннього доступу до гри з 6 грудня 2024 року, додаткове вбрання для Індіани, натхненне його появою у фільмі Індіана Джонс і Храм Долі (1984), миттєвий доступ до сюжетного доповнення The Order of Giants з моменту релізу, а також цифровий артбук. До колекційного видання також входить стилбук, фізична копія реліквії з гри з кодом для завантаження цифрової гри, щоденник, схожий на той, що належить Інді, та 11-дюймовий глобус, на якому позначені ключові локації сюжету гри, з місцем для прихованого зберігання даних.
Первинний контракт між Bethesda та материнською компанією Lucasfilm, Disney, передбачав, що проєкт буде випущений як мультиплатформенна гра, але умови були змінені, щоб виключити версію для PlayStation 5, коли Microsoft придбала ZeniMax Media у березні 2021 року, таким чином отримавши право власності на Bethesda Softworks та MachineGames. Disney вважала, що Windows і Xbox Series X/S складають достатньо великий ринок, щоб виправдати ексклюзивність, як планувалося спочатку. У лютому 2024 року, коли Microsoft Gaming готувалася випустити частину своїх продуктів на сторонні платформи, Bethesda, як повідомлялося, розглядала можливість запуску версії The Great Circle для PlayStation 5 після виходу версій для Xbox і ПК, що вона підтвердила в серпні 2024 року, коли гра ще перебувала в стадії розроблення. Щодо рішення випустити гру для PlayStation 5 після того, як вона попередньо була анонсована як ексклюзив для Xbox, генеральний директор Microsoft Gaming Філ Спенсер послався на позитивний прийом попередніх ігор Xbox — Pentiment, Grounded, Hi-Fi Rush і Sea of Thieves, які вийшли на PlayStation і Nintendo раніше в 2024 році. Крім того, він наголосив на необхідності забезпечити прибуток для Microsoft, щоб отримати підтримку в розробці ігор, а також на бажанні підтримувати високий інтерес до своїх франшиз, розвиваючи екосистему Xbox на консолях, ПК та хмарних сервісах, назвавши мультиплатформенний розвиток «стратегією, що працює для нас».

### Завантажуваний вміст
Після релізу The Great Circle отримає сюжетне доповнення під назвою The Order of Giants. Розширення буде доступне одразу після виходу для власників Premium Edition та Collector's Edition на Xbox та ПК.

## Сприйняття
| Агрегатор  | Оцінка                   |
| ---------- | ------------------------ |
| Metacritic | Win: 87/100 XSXS: 87/100 |
| OpenCritic | 91%                      |

| Видання               | Оцінка |
| --------------------- | ------ |
| Digital Trends        | 4/5    |
| Eurogamer             | 5/5    |
| GameSpot              | 9/10   |
| GamesRadar+           | 5/5    |
| Hardcore Gamer        | 4/5    |
| IGN                   | 9/10   |
| PC Gamer (США)        | 86/100 |
| PCMag                 | 3.5/5  |
| Shacknews             | 9/10   |
| TechRadar             | 4/5    |
| Video Games Chronicle | 5/5    |

Indiana Jones and the Great Circle отримала «загалом схвальні» відгуки від критиків, згідно з агрегатором рецензій Metacritic, а на OpenCritic гру порекомендували 91% критиків.